# Euroroute R1
De Euroroute R1 is een tocht door Europa welke grotendeels bewegwijzerd is door gebruik te maken van de landelijke netwerken. De route heeft een afstand van 3200 km en loopt tussen Boulogne-sur-Mer en Sint-Petersburg. 
In Frankrijk loopt de tocht parallel met de La Vélomaritime, in België met de LF Kustroute. In Nederland loopt de route over de LF Kustroute en daarna over de LF4 Midden-Nederlandroute. In Duitsland maakt de route gebruik van de D3 Europafietsroute R1. 
In Polen is de bewegwijzering minder goed. In de Baltische Staten en Rusland is deze nog in ontwikkeling.